# Stor-Mannöhällan
Stor-Mannöhällan  is een Zweeds eiland behorend tot de Lule-archipel. Het is gelegen 5 kilometer ten zuidoosten van Mannöskäret en komt ongeveer 5 meter boven de zeespiegel uit. Het eiland heeft geen oeververbinding en is onbebouwd. Het eiland ligt in de open zee van de Botnische Golf, het ligt aan de rand van de archipel.